# عناد غزوان
عناد غزوان إسماعيل الجنابي هو أديب وناقد عراقي.

## حياته
ولد عناد غزوان إسماعيل الجنابي في الديوانية - العراق عام 1934، درس في مدارسها، ثم في دار المعلمين العالية، ومن فرنسا نال شهادة الدكتوراه من جامعة لندن، منذ خمسينيات القرن الماضي شرع بتأسيس مشروعه الثقافي، ترجمة، تأليفا، تنظيرا، وتطبيقا حتى بلغ شأنا رفيعا في الأدب العراقي ولقب شيخ النقاد، نافت كتبه على الأربعين كتابا، وهو في ذلك واحد من كبار المؤلفين المبدعين في الوطن العربي شأنه شأن طه حسين وعباس محمود العقاد وإبراهيم عبد القادر المازني، لا فقط من حيث العدد بل الجودة والتنوع في التراث والمعاصرة، في التحقيق والتأليف، في الترجمة، في النقد ألتنظيري والنقد التطبيقي... مرب في الحياة والأدب، مؤسس وملهم وراع... ذو يراع صنعته ثقافة موسوعية عالية، ورأي خلقته دقة المعرفة والإطلاع، ساح في ربوع التراث وأنعطف في دروب المعرفة العالمية والعربية والمحلية، عالم يعترف (الجميع بذلك) وفي أكثر من ميدان.
وبدأ النشر في الصحف 1953، حصل على شهادة الدبلوم العالي من انكلترا عام 1959، وعلى شهادة التعليم منها ايضا1960، وعلى دكتوراه فلسفة في الأدب العربي سنة 1963. تولى عمادة كلية أصول الدين عام 1973، ورئاسة قسم اللغة العربية بكلية الآداب بين عامي 1990-1993. وتخرجت على يده أجيال من الأساتذة والباحثين. 
ترك الأستاذ أكثر من خمسة وعشرين كتابا في مجالات البحوث والنقد، تأليفا وترجمة، نذكر منها: مكانة القصيدة العربية بين النقاد والرواة العرب 1967. والشعر والفكر المعاصر، بغداد عام 1974. ودراسات في الشعر الجاهلي، عمان 2006. ترأس الباحث الراحل اتحاد الأدباء والكتاب العراقيين بعد سقوط حكم البعث، لكنه رحل عام 2006 ليترك وراءه إرثا ثمينا من الكتب والدراسات والباحثين والأساتذة الذين تخرجوا على يديه.

## عن مؤلفاته
ومن قرائاتنا لمؤلفاته نجد انه اديب ومقالي وناقد من الطراز الأول، يلتقي في ادبه بين القديم والجديد بانسجام وتآلف عجيبين، يتميز علي جواد الطاهر بدراساته الأدبية على المستوى الأكاديمي وهي دراسات تتصف بالحرص الشديد على الأناة في الحكم والدقة في النظر إلى الجزيئات من أجل بناء كلي متكامل، والجمع المتنوع بين دراسات تهتم بالتراث وأخرى تهتم بالاتجاهات الأدبية المعاصرة مثل كتابه «مقدمة في النقد الأدبي» و«دراسته عن الشعر الحر والتراث» وهو فيها جميعاً ملتزم بالمنهج العلمي، مؤمناً بجدواه الكبيرة في نقل المعرفة المنظمة.
إن مؤلفاته تنقل لقرائها شغفاً صادقاً بالتجويد في العبارة والفكرة والبناء، وإخلاصاً كلياً لروح العلم، وموضوعية البحث النقدي. وقد زاول النقد على انه الميدان الأهم ولكن الميادين الأخرى التي زاولها كانت عزيزه عليه فكتب المقالة الأدبية التي تترقرق فيها روح الفن، وله في ذلك مؤلفات منها (مقالات).
وفي مقالاته تتداخل الأفكار بالمضامين في قالب من الصياغة محكم النسيج يصعب فيه الفصل بينهما، حتى يخيل للقارئ ان الأفكار هي المضامين تلك التي عناها الكاتب وهو يحدثنا في الشعر والقصة والنقد والمقالة والثقافة بعموم همومها وشجونها، والحق ان الطاهر ذو منهجية املتها عليه طبيعة المقالة نفسها، وكان الطاهر ماخوذا بأسلوب يميل إلى الانطباع والتعلم والسخرية والتوجية وإعطاء كل ذي حق حقه، وتبدو النزعة التعليمية في عدد ليس بالقليل من مقالاته كان الطاهر قد اكتسبها من المجال الإنساني الارحب (التدريس) في الثانوية والجامعة، ولعل في ذروة اهتمامه بالمضمون يعتمد ابرازة في ثوب فني جميل وحلية لفظية مشعة املا بالتواصل مع القارئ ومكاشفته بما هو ضروري وصحيح، ويتسم المضمون عند الطاهر بانها عين واعية تمتد سلطتها بين وعيين مهمين هما وعي الكاتب وهو يتخير افكاره ويصوغها على اللفظ، ووعي القارئ وهو يتلقاها، وللخواتيم عند الطاهر قدر كبير من الحرص على تخير الفاظه وانتقاء عباراته فالخاتمة عنده نتيجة اخضاعها لنمو الفكرة وتكامل البناء الفني، وروح المقالة تبدو حاضرة من اناقة اللفظ وتوخي طراوة الأداء وحيويه الشكل والخاتمة وهي بوح أو اعتراف ذاتي حيث يشوبه التواضع الجم وهو يتحدث عن تجربته في الكتابة، ويستعرض ذلك بضمير الغائب مرة وضمير المتكلم أخرى وذلك بأسلوب فني عرض مادته، ويعترف بانه تعلم من تلاميذه في الثانوية والجامعة في الحلة وبغداد ويسجل القراء لانهم منحوه صفة الناقد والمقالي ويرى في نفسه قصورا عن كتابة القصة غير انه استطاع ان يكون ناقدا قصصيا إلى راي النقاد والقراء.

## وصلات خارجية
- اتحاد الأدباء والكتاب العراقيين
- سلطان العويس
- جريدة الاتحاد
- مركز النور